# Mediaevalia Historica Bohemica
Mediaevalia Historica Bohemica (ISSN 0862-979X) jsou vědecký recenzovaný časopis, který vydává Historický ústav Akademie věd ČR.
Časopis vznikl 1. října 1990, kdy byl tematicky vyčleněn ze staršího periodika Folia Historica Bohemica. Odborně respektované periodikum se zaměřuje na středověké dějiny a vedle studií jsou v něm zveřejňovány také anotace, recenze a příležitostně též další příspěvky. Od roku 2012 jsou vydaná čísla zveřejňována také v elektronické podobě, recenze pak také v mezinárodní databázi Recensio.net. Od roku 2017 jsou pak Mediaevalia excerpována v prestižní mezinárodní databázi Scopus.
Vedoucím redaktorem je[kdy?] historik Jan Zelenka, výkonnými redaktorkami Eva Doležalová a Dana Dvořáčková-Malá.